# Atemptat contra Shinzō Abe
L'atemptat contra Shinzō Abe, antic Primer Ministre del Japó, va tenir lloc el 8 de juliol del 2022, quan va rebre dos trets per l'esquena, mentre donava un discurs polític a la ciutat de Nara, al Japó.
Shinzō Abe, antic primer ministre i membre en funcions de la Cambra de Representants del Japó, va ser assassinat mentre parlava en un esdeveniment polític davant de l'estació de Yamato-Saidaiji a la ciutat de Nara, prefectura de Nara. Abe estava pronunciant un discurs de campanya per a un candidat del Partit Liberal Democràtic (PLD) quan Tetsuya Yamagami, de 41 anys, li va disparar i amb una arma de foc improvisada i Abe va rebre un tret mortal. Abe va ser transportat amb un helicòpter medicalitzat a l'Hospital Universitari Mèdic de Nara a Kashihara, on va ser declarat mort.
Líders de moltes nacions van expressar la sorpresa i la consternació per l'assassinat d'Abe, que va ser el primer d'un antic primer ministre japonès des de Saitō Makoto i Takahashi Korekiyo durant l'incident del 26 de febrer de 1936. El primer ministre Fumio Kishida va decidir celebrar un funeral d'estat per a Abe el 27 de setembre.
Yamagami va ser arrestat al lloc dels fets i acusat d'intent d'assassinat, que es va convertir en assassinat després que es confirmés la mort d'Abe. Yamagami va dir als investigadors que havia disparat a Abe amb relació a un rancor que guardava contra l'Església de la Unificació (EU), un nou moviment religiós amb el qual Abe i la seva família tenien vincles polítics, per la fallida de la seva mare el 2002.
L'assassinat va provocar l'escrutini de la societat i els mitjans de comunicació japonesos contra la suposada pràctica de l'EU de pressionar els creients perquè fessin donacions exorbitants. Dignataris i legisladors japonesos es van veure obligats a revelar la seva relació amb l'EU, i Kishida es va veure obligat a reorganitzar el seu gabinet enmig de la caiguda de l'aprovació pública. El 31 d'agost, el LDP va anunciar que ja no tindria cap relació amb l'EU i les seves organitzacions associades, i que expulsaria els membres que no trenquessin vincles amb el grup. El 10 de desembre, la Cambra de Representants i la Cambra de Consellers van aprovar dos projectes de llei per restringir les activitats d'organitzacions religioses com l'EU i proporcionar ajuda a les víctimes.
La mort d'Abe va produir una gran commoció internacional i la condemna generalitzada per l'atemptat.